# 乌托
乌托（法語：Houtaud，法語發音：[uto]）是法国杜省的一个市镇，位于该省南部，蓬塔利耶市区以西，属于蓬塔利耶区。

## 地理
乌托（46°54'56"N, 6°18'43"E）面积7.89 平方千米，位于法国勃艮第-弗朗什-孔泰大區杜省，该省份为法国东部内陆省份，北起上索恩省，西接汝拉省，东部及东南部与瑞士接壤，东北部与贝尔福地区省接壤。
与乌托接壤的市镇（或旧市镇、城区）包括：多马坦、蓬塔利耶、格朗日纳尔博、沙富瓦、瓦勒迪西耶。

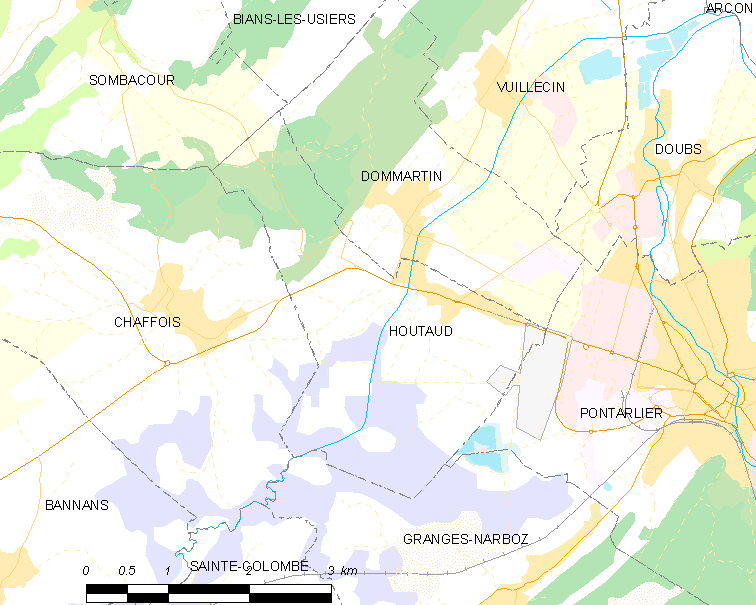
乌托的OSM定位图

乌托的时区为UTC+01:00、UTC+02:00（夏令时）。

## 行政
乌托的邮政编码为25300，INSEE市镇编码为25309。

## 政治
乌托所属的省级选区为蓬塔利耶县。

## 人口

1962-2008年间乌托人口变化图示

乌托于2022年1月1日时的人口数量为1197人。